# Lista de estações do Metropolitano de Lisboa
Esta lista inclui todas as estações do Metropolitano de Lisboa.

## Estações por linha

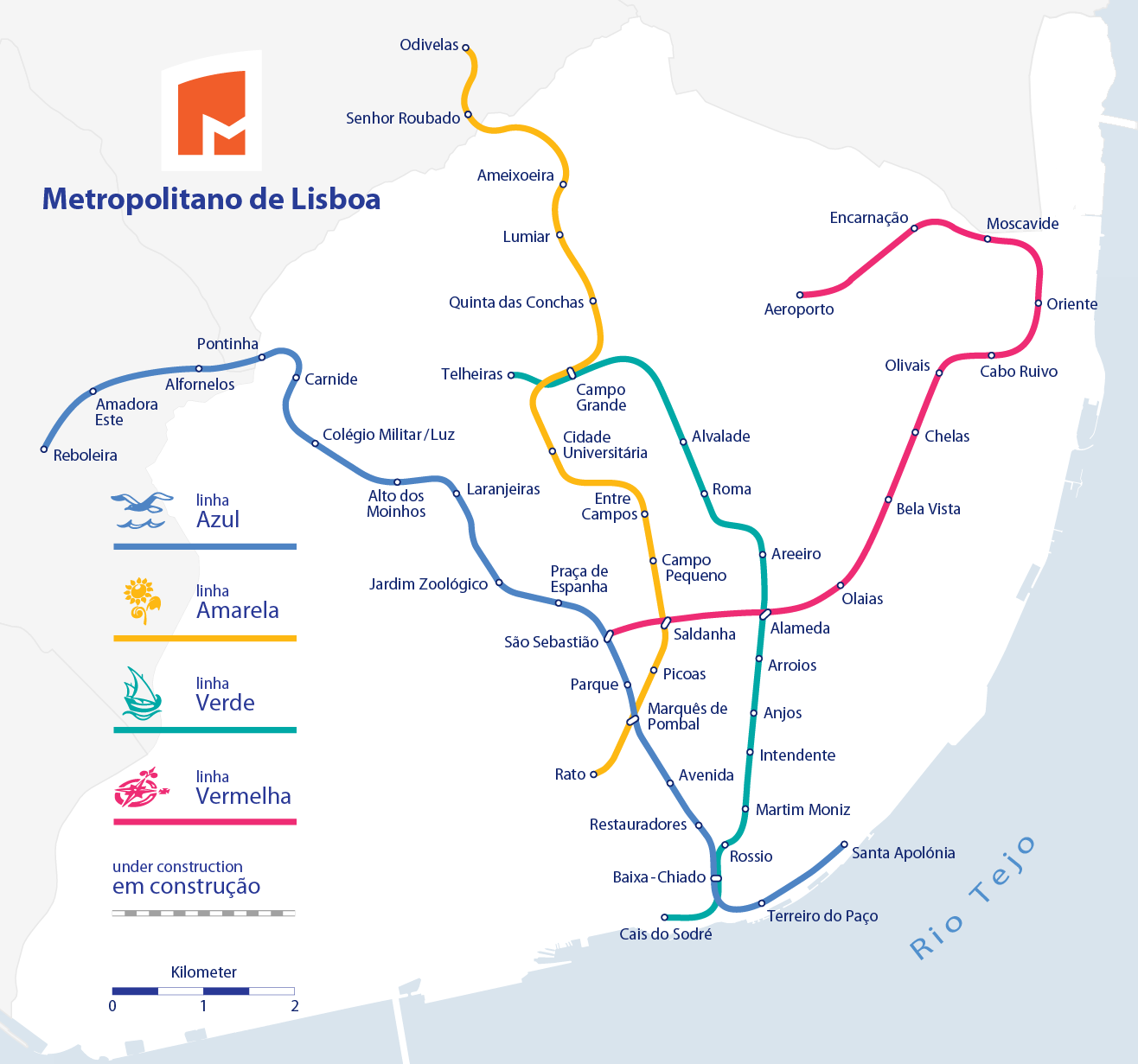
Mapa da rede do Metropolitano de Lisboa

## Estações em lista
| Ab. | Nome                  | Outros nomes                                                   | Linha    | Mun.    | Inaug.     | Gare          | 2.º átrio      | 🔎︎ | Lat.     | Long.    | Alt. | Prof.   |
| --- | --------------------- | -------------------------------------------------------------- | -------- | ------- | ---------- | ------------- | -------------- | -- | -------- | -------- | ---- | ------- |
| AP  | Aeroporto             | —                                                              | Vermelha | LSB     | 2012.07.17 | átrio central | átrio central  |    | 38.76861 | −9.12861 | 90 m | −45,5 m |
| AM  | Alameda               | Alameda I (técn.)                                              | Verde    | LSB     | 1972.06.18 | 1 átrio (N)   | —              |    | 38.73713 | −9.13388 | 60 m | ?       |
| AM  | Alameda               | Alameda II (técn.)                                             | Vermelha | LSB     | 1998.05.19 | átrio central | átrio central  |    | 38.73697 | −9.13261 | 61 m | ?       |
| AF  | Alfornelos            | —                                                              | Azul     | AMD     | 2004.05.15 | átrio central | átrio central  |    | 38.76038 | −9.20435 | 75 m | ?       |
| AH  | Alto dos Moinhos      | Centro Administrativo (prev.)                                  | Azul     | LSB     | 1988.10.14 | átrio central | átrio central  |    | 38.74994 | −9.18003 | 99 m | ?       |
| AL  | Alvalade              | —                                                              | Verde    | LSB     | 1972.06.18 | 2 átrios      | 2006.08.17 (S) |    | 38.75311 | −9.14396 | 80 m | ?       |
| AS  | Amadora Este          | Falagueira (prev.)                                             | Azul     | AMD     | 2004.05.15 | átrio central | átrio central  |    | 38.75847 | −9.21803 | 95 m | ?       |
| AX  | Ameixoeira            | Carriche (prev.)                                               | Amarela  | LSB     | 2004.03.27 | átrio central | átrio central  |    | 38.77937 | −9.15962 | 90 m | ?       |
| AN  | Anjos                 | —                                                              | Verde    | LSB     | 1966.09.28 | 2 átrios      | 1982.11.15 (N) |    | 38.72715 | −9.13485 | 45 m | ?       |
| AE  | Areeiro               | —                                                              | Verde    | LSB     | 1972.06.18 | 2 átrios      | 2013.11.17 (S) |    | 38.74233 | −9.13354 | 75 m | ?       |
| AR  | Arroios               | —                                                              | Verde    | LSB     | 1972.06.18 | 2 átrios      | 2 átrios       |    | 38.73266 | −9.13430 | 55 m | ?       |
| AV  | Avenida               | —                                                              | Azul     | LSB     | 1959.12.29 | 2 átrios      | 1982.11.09 (S) |    | 38.71948 | −9.14524 | 30 m | ?       |
| BC  | Baixa-Chiado          | Baixa-Chiado I (técn.)                                         | Azul     | LSB     | 1998.08.08 | átrio central | átrio central  |    | 38.71051 | −9.14006 | 35 m | −45 m   |
| BC  | Baixa-Chiado          | Baixa-Chiado II (técn.)                                        | Verde    | LSB     | 1998.04.25 | átrio central | átrio central  |    | 38.71055 | −9.14025 | 35 m | −45 m   |
| BV  | Bela Vista            | Vale de Chelas (prev.) Chelas (prev.)                          | Vermelha | LSB     | 1998.05.19 | átrio central | átrio central  |    | 38.74770 | −9.11763 | 50 m | ?       |
| CR  | Cabo Ruivo            | Olivais Velho (prev.)                                          | Vermelha | LSB     | 1998.07.18 | átrio central | átrio central  |    | 38.76293 | −9.10499 | 30 m | ?       |
| CS  | Cais do Sodré         | —                                                              | Verde    | LSB     | 1998.04.18 | 1 átrio (E)   | —              |    | 38.70609 | −9.14684 | 2 m  | ?       |
| CG  | Campo Grande          | Campo Grande I (técn.)                                         | Verde    | LSB     | 1993.04.03 | átrio central | átrio central  |    | 38.76012 | −9.15780 | 80 m | 20 m    |
| CG  | Campo Grande          | Campo Grande II (técn.)                                        | Amarela  | LSB     | 1993.04.03 | átrio central | átrio central  |    | 38.76027 | −9.15788 | 80 m | 20 m    |
| CP  | Campo Pequeno         | —                                                              | Amarela  | LSB     | 1959.12.29 | 2 átrios      | 1979.04.26 (S) |    | 38.74076 | −9.14664 | 75 m | ?       |
| CA  | Carnide               | —                                                              | Azul     | LSB     | 1997.10.18 | átrio central | átrio central  |    | 38.75919 | −9.19267 | 83 m | −10 m   |
| CH  | Chelas                | Armador (prev.)                                                | Vermelha | LSB     | 1998.05.19 | átrio central | átrio central  |    | 38.75479 | −9.11392 | 60 m | ?       |
| CU  | Cidade Universitária  | —                                                              | Amarela  | LSB     | 1988.10.14 | átrio central | átrio central  |    | 38.75156 | −9.15911 | 75 m | ?       |
| CM  | Colégio Militar / Luz | Luz (prev.) Estrada da Luz (prev.)                             | Azul     | LSB     | 1988.10.14 | átrio central | átrio central  |    | 38.75336 | −9.18918 | 78 m | ?       |
| EN  | Encarnação            | —                                                              | Vermelha | LSB     | 2012.07.17 | átrio central | átrio central  |    | 38.77502 | −9.11555 | 70 m | ?       |
| EC  | Entre Campos          | —                                                              | Amarela  | LSB     | 1959.12.29 | 2 átrios      | 1973.07.15 (S) |    | 38.74708 | −9.14823 | 75 m | ?       |
| IN  | Intendente            | —                                                              | Verde    | LSB     | 1966.09.28 | 2 átrios      | 1977.03.07 (N) |    | 38.72320 | −9.13523 | 35 m | ?       |
| JZ  | Jardim Zoológico      | Sete Rios (até 1998.03.01)                                     | Azul     | LSB     | 1959.12.29 | 2 átrios      | 1995.07.25 (S) |    | 38.74140 | −9.16848 | 60 m | ?       |
| LA  | Laranjeiras           | —                                                              | Azul     | LSB     | 1988.10.14 | átrio central | átrio central  |    | 38.74847 | −9.17253 | 75 m | ?       |
| LU  | Lumiar                | —                                                              | Amarela  | LSB     | 2004.03.27 | 2 átrios      | 2 átrios       |    | 38.77339 | −9.15941 | 85 m | ?       |
| MP  | Marquês de Pombal     | Rotunda I (técn. até 1998.03.01) Marquês de Pombal I (técn.)   | Azul     | LSB     | 1959.12.29 | 2 átrios      | 2 átrios       |    | 38.72431 | −9.14931 | 50 m | ?       |
| MP  | Marquês de Pombal     | Rotunda II (técn. até 1998.03.01) Marquês de Pombal II (técn.) | Amarela  | LSB     | 1995.07.15 | átrio central | átrio central  |    | 38.72488 | −9.15034 | 50 m | ?       |
| MM  | Martim Moniz          | Socorro (até 1998.03.01)                                       | Verde    | LSB     | 1966.09.26 | 1 átrio (S)   | —              |    | 38.71753 | −9.13583 | 15 m | ?       |
| MO  | Moscavide             | —                                                              | Vermelha | LSB LRS | 2012.07.17 | átrio central | átrio central  |    | 38.77488 | −9.10292 | 20 m | ?       |
| OD  | Odivelas              | —                                                              | Amarela  | ODV     | 2004.03.27 | átrio central | átrio central  |    | 38.79334 | −9.17301 | 20 m | ?       |
| OL  | Olaias                | —                                                              | Vermelha | LSB     | 1998.05.19 | átrio central | átrio central  |    | 38.74003 | −9.12333 | 75 m | ?       |
| OS  | Olivais               | Olivais Sul (prev.)                                            | Vermelha | LSB     | 1998.11.07 | átrio central | átrio central  |    | 38.76101 | −9.11198 | 65 m | −36 m   |
| OR  | Oriente               | —                                                              | Vermelha | LSB     | 1998.05.19 | átrio central | átrio central  |    | 38.76787 | −9.09959 | 5 m  | ?       |
| PA  | Parque                | —                                                              | Azul     | LSB     | 1959.12.29 | 1 átrio (N)   | —              |    | 38.72892 | −9.15051 | 90 m | ?       |
| PI  | Picoas                | —                                                              | Amarela  | LSB     | 1959.12.29 | 2 átrios      | 1982.11.09 (S) |    | 38.73037 | −9.14692 | 65 m | ?       |
| PO  | Pontinha              | —                                                              | Azul     | LSB     | 1997.10.18 | átrio central | átrio central  |    | 38.76222 | −9.19684 | 85 m | ?       |
| PE  | Praça de Espanha      | Palhavã (até 1998.03.01)                                       | Azul     | LSB     | 1959.12.29 | 2 átrios      | 1980.10.15 (N) |    | 38.73775 | −9.15927 | 65 m | ?       |
| QC  | Quinta das Conchas    | Quinta do Lambert (prev.) Quinta das Mouras (prev.)            | Amarela  | LSB     | 2004.03.27 | 2 átrios      | 2 átrios       |    | 38.76737 | −9.15557 | 85 m | ?       |
| RA  | Rato                  | —                                                              | Amarela  | LSB     | 1997.12.29 | átrio central | átrio central  |    | 38.72015 | −9.15479 | 65 m | ?       |
| RB  | Reboleira             | Amadora Sul (prev.)                                            | Azul     | AMD     | 2016.04.13 | átrio central | átrio central  |    | 38.75227 | −9.22408 | 99 m | ?       |
| RE  | Restauradores         | —                                                              | Azul     | LSB     | 1959.12.29 | 2 átrios      | 1977.02.11 (N) |    | 38.71590 | −9.14212 | 15 m | ?       |
| RM  | Roma                  | —                                                              | Verde    | LSB     | 1972.06.18 | 2 átrios      | 2006.04.12 (S) |    | 38.74784 | −9.14115 | 80 m | ?       |
| RO  | Rossio                | —                                                              | Verde    | LSB     | 1963.01.27 | átrio central | átrio central  |    | 38.71402 | −9.13794 | 15 m | ?       |
| SA  | Saldanha              | Saldanha I (técn.)                                             | Amarela  | LSB     | 1959.12.29 | 2 átrios      | 1977.03.14 (N) |    | 38.73471 | −9.14521 | 81 m | ?       |
| SA  | Saldanha              | Saldanha II (técn.)                                            | Vermelha | LSB     | 2009.08.29 | 2 átrios      | 2 átrios       |    | 38.73519 | −9.14425 | 81 m | ?       |
| SP  | Santa Apolónia        | —                                                              | Azul     | LSB     | 2007.12.19 | átrio central | átrio central  |    | 38.71369 | −9.12247 | 2 m  | ?       |
| SS  | São Sebastião         | São Sebastião I (técn.)                                        | Azul     | LSB     | 1959.12.29 | 2 átrios      | 1977.04.18 (S) |    | 38.73392 | −9.15358 | 90 m | ?       |
| SS  | São Sebastião         | São Sebastião II (técn.)                                       | Vermelha | LSB     | 2009.08.29 | 2 átrios      | 2 átrios       |    | 38.73476 | −9.15272 | 90 m | −59,6 m |
| SR  | Senhor Roubado        | Malaposta (prev.)                                              | Amarela  | ODV     | 2004.03.27 | átrio central | átrio central  |    | 38.78564 | −9.17182 | 25 m | ?       |
| TE  | Telheiras             | —                                                              | Verde    | LSB     | 2002.11.02 | átrio central | átrio central  |    | 38.75997 | −9.16643 | 92 m | ?       |
| TP  | Terreiro do Paço      | —                                                              | Azul     | LSB     | 2007.12.19 | átrio central | átrio central  |    | 38.70703 | −9.13441 | 2 m  | ?       |
| Ab. | Nome                  | Outros nomes                                                   | Linha    | Mun.    | Inaug.     | Gare          | 2.º átrio      | 🔎︎ | Lat.     | Long.    | Alt. | Prof.   |

## Estações previstas ou em construção
| Sigla | Nome                  | Outros nomes      | Linha    | Mun. | Inaug. prev. | Gare          | 2.º átrio     | 🔎︎ | Lat.     | Long.    | Alt.  | Prof.   |
| ----- | --------------------- | ----------------- | -------- | ---- | ------------ | ------------- | ------------- | -- | -------- | -------- | ----- | ------- |
| AC    | Alcântara             | —                 | Vermelha | LSB  | 2026         | átrio central | átrio central |    | 38.70679 | −9.17459 | 7 m   | 14,8 m  |
| CO    | Campo de Ourique      | —                 | Vermelha | LSB  | 2026         | átrio central | átrio central |    | 38.71774 | −9.16530 | 93 m  | −31 m   |
| CE    | Campolide / Amoreiras | Amoreiras (prev.) | Vermelha | LSB  | 2026         | átrio central | átrio central |    | 38.72480 | −9.15995 | 102 m | −18,5 m |
| ES    | Estrela               | —                 | Verde    | LSB  | 2024         | átrio central | átrio central |    | 38.71344 | −9.15924 | 72 m  | −54 m   |
| IS    | Infante Santo         | —                 | Vermelha | LSB  | 2026         | átrio central | átrio central |    | 38.71044 | −9.16627 | 63 m  | −29,5 m |
| ST    | Santos                | —                 | Verde    | LSB  | 2024         | átrio central | átrio central |    | 38.70914 | −9.15392 | 25 m  | −25 m   |
| Sigla | Nome                  | Outros nomes      | Linha    | Mun. | Inaug. prev. | Gare          | 2.º átrio     | 🔎︎ | Lat.     | Long.    | Alt.  | Prof.   |